# Хонда (аэропорт)
Аэропорт Хонда  (яп. ホンダエアポート Хонда-эапо:то) — частный аэропорт, расположенный в посёлке Кавадзима.  Хонда  — это второе названия аэропорта Окегава. Эксплуатант — Honda Airways, дочернее предприятие Honda Motors Co. Ltd.

## Сведения
Высота аэропорта над уровнем моря — 11,9 метров, имеет одну взлётно-посадочную полосу 600 на 25 м, площадь составляет 60,75 га. Работает с 9:00 утра до 17:30 вечера.
До Второй мировой войны Императорская армия Японии развивала это место и использовала этот аэропорт как «Аэродром Каватья». Место было переименовано в аэропорт Хонда в 1964 году, в этом же году была получена лицензия до 1967 года. Вертолётные перелёты начались в 1975 году, а в 2003 году стал работать спасательный вертолёт.
Также на аэропорт имеет влияние префектура Саитама.